# Hanns Ludin
Hanns Ludin   (Friburg de Brisgòvia, 10 de juny de 1905 - Bratislava, 9 de desembre de 1947) fou un militar i diplomàtic nazi alemany.

## Biografia
Nascut a Freiburg de Friedrich i Johanna Ludin. Durant la República de Weimar s'afilià al partit nazi l'any 1930; aquest mateix any fou arrestat per les seves activitats polítiques. Va ser un dels tres acusats en el judici de la Reichswehr d'Ulm, en què ell i dos oficials més de la Reichswehr van ser jutjats per intentar formar una cèl·lula nazi dins de la Reichswehr a Ulm. Els oficials van ser acusats d'infiltrar-se a la Reichswehr amb la intenció d'iniciar una revolució nazi.
Ludin va començar la seva afiliació al nazi el 1930 unint-se al Partit Nazi, i va ser arrestat per les seves activitats polítiques el mateix any. Va ser un dels tres acusats en el judici de la Reichswehr d'Ulm, en què ell i dos oficials més de la Reichswehr van ser jutjats per intentar formar una cèl·lula nazi dins de la Reichswehr a Ulm. Els oficials van ser acusats d'infiltrar-se a la Reichswehr amb la intenció d'iniciar una revolució nazi.L'octubre de 1930, els tres homes van ser declarats culpables de "preparació d'alta traïció" i cadascun va ser condemnat a 18 mesos de presó. Empresonat fins al juny de 1931, Ludin es va unir a la SA després del seu alliberament.
No només va ser dels pocs jerarques de la SA que va sobreviure a la nit dels ganivets llargs del 1934, sinó que va pujar ràpidament de grau i el van nomenar Obergruppenführer dins de les Schutzstaffel, equivalent a general de l'exèrcit. Ludin va restaurar la seva reputació en unir-se al Ministeri d'Afers Exteriors i es va convertir en Ambaixador a la República Eslovaca (1939–1945) el 1941, en substitució de Manfred von Killinger.
L'any 41, Hitler l'envia a Eslovàquia, llavors sota protectorat nazi, en qualitat de ministre plenipotenciari; aquí un dels seus encàrrecs principals és convèncer el govern eslovac per complir amb les deportacions per a treballs esclaus i proporcionar cobertura diplomàtica a aquestes activitats. El 1943, va ser ascendit a SA-Obergruppenführer.
Després de la guerra va ser arrestat, i extradit a Txecoslovàquia, on l'any 1947 va ser jutjat amb SS-Obergruppenführer Hermann Höfle (no confondre amb SS-Sturmbannführer Hermann Julius Höfle). L'any 1947 és jutjat com a criminal de guerra, Va ser condemnat a mort i penjat a la forca el 9 de desembre de 1947. El seu fill, Malte Ludin, dirigí l'any 2005 el film Dues o tres coses que jo sé d'ell sobre l'impacte del compromís del seu pare amb el règim nazi en la seva família.
Casat amb Erla von Jordan (1905 – 1997), Ludin va tenir sis fills: Erika (1933 – 1997), Barbara (nascuda el 1935), Ellen (nascuda el 1937), Tilman (1939 – 1999), Malte (nascut el 1942) i Andrea ( nascut el 1943).